# تشارلز إف. هوارد
تشارلز إف. هوارد هو سياسي أمريكي، ولد في 30 مايو 1942، وتوفي في 2 مايو 2017. نشط حزبياً في الحزب الجمهوري. وقد انتخب عضو مجلس نواب تكساس ‏.